# Bata (OPV-88)
Bata (OPV-88) je korveta námořnictva Rovníkové Guiney. Po svém zařazení do služby byla vlajkovou lodí námořnictva. V této roli byla Bata v červnu 2014 nahrazena fregatou Wele Nzas (F073).

## Stavba
Konstrukce fregaty byla navržena v ukrajinském Nikojevu, přičemž stavba proběhla s ukrajinskou pomocí v bulharské loděnici MTG Dolphin ve Varně a vystrojení plavidla proběhlo v plovoucím doku loděnice Astilleros de Guinea Ecuatorial (ASABA GE) v přístavu Malabo. Oficiálně byla Bata stavěna pod jménem Reklama. Do služby plavidlo vstoupilo v lednu 2012.

## Konstrukce
Výzbroj tvoří jeden 76,2mm kanón AK-176 a dva kanónové komplety blízké obrany AK-630M. Loď na zádi nese přistávací plochu pro vrtulník. Pohonný systém tvoří dva naftové motory Caterpillar C 280.